# Proitos (Sohn des Abas)
Proitos (altgriechisch Προῖτος Proítos), der Sohn des Abas und der Aglaia, ist in der griechischen Mythologie der erste König von Tiryns. Er ist der Enkel der Hypermestra und des Lynkeus, der Urenkel des Danaos und der Zwillingsbruder des Akrisios.

## Flucht nach Lykien
Mit Akrisios lag Proitos schon im Mutterleib im Kampf. Proitos übernahm nach dem Tode Abas’ zunächst die Regierung über Argos. Später kam es zum Kampf zwischen den beiden Brüdern. Einige Quellen nennen als Grund das Erbe des Abas, andere, dass Proitos trotz eines strikten Verbotes mit Danaë einen Sohn, den Perseus, zeugte. So kam es also zur Schlacht, in der Proitos besiegt wurde, der darauf nach Lykien in Kleinasien ging.
Von König Iobates in Lykien wurde er aufgenommen; er heiratete dessen Tochter Anteia, die nach anderer Überlieferung Stheneboia hieß. Mit seiner Frau wurde er Vater dreier Töchter – Iphinoe, Lysippe und Iphianassa sowie eines Sohnes, des Megapenthes.

## Rückkehr
Als er mit Hilfe seines Schwiegervaters Akrisios neuerlich angriff, verlief diese Schlacht unentschieden. Die beiden teilten sich schließlich das Reich. Akrisios bekam Argos und Umgebung, Proitos den Norden des Gebiets: Tiryns, das Heraion, Midea und die Küste der Argolis. Er wählte Tiryns als Hauptstadt und baute mit Unterstützung seines Schwiegervaters und den Kyklopen einen Befestigungswall.

## Töchter des Proitos
Von den Töchtern des Proitos wird berichtet, dass sie gegen Hera oder Dionysos Frevel begangen und deshalb von der Gottheit mit Wahnsinn geschlagen wurden. Melampus bot seine Hilfe an, die Proitos jedoch ablehnte, da dieser die Hälfte seines Reiches als Belohnung forderte. Als jedoch die Töchter noch wilder wurden und der Wahnsinn alle Frauen ergriff, willigte Proitos ein. Melampus forderte jetzt je ein Drittel des Reiches für sich und seinen Bruder Bias, das er auch nach Heilung der Frauen erhielt.